# Montecorice
Montecorice là một đô thị (comune) thuộc tỉnh Salerno trong vùng Campania của Ý. Montecorice có diện tích 22,13 km2, dân số là 2475 người (thời điểm ngày 31 tháng 12 năm 2004
).